# Salomé Dadiani
Salomé Dadiani (géorgien : სალომე დადიანი  ; 13 octobre 1848 - 23 juillet 1913)  est une princesse géorgienne, et la seule sœur de Nicolas de Mingrélie, dernier prince de Mingrélie.

## Famille
Salomé naît le 13 octobre 1848. Elle est la fille de David de Mingrélie et de Catherine Chavchavadze. Son frère aîné est le prince Nicolas et son frère cadet est le prince Andria.
Son grand-père paternel est Léon V, le prince souverain de Mingrélie, et ses grands-parents maternels sont la princesse Salomé Orbeliani et le prince Alexandre Chavchavadze, célèbre général géorgien et filleul de Catherine II de Russie. Sa grand-mère était une arrière-petite-fille du roi Héraclius II de Géorgie. Sa tante, la princesse Nino a épousé le dramaturge, compositeur et diplomate russe Alexandre Griboïedov, tandis que son autre tante, la princesse Sophie, a épousé le baron Alexandre Pavlovitch von Nicolay, ministre de l'éducation de la Russie impériale.
Après la mort de son père en 1853, sa mère est reconnue par Nicolas Ier de Russie comme régente de Mingrélie au nom de son frère le prince Nicolas. L'empereur lui assigne un conseil de régence comprenant ses oncles, le prince Grigol Dadiani et le prince Konstantin Dadiani .

## Mariage

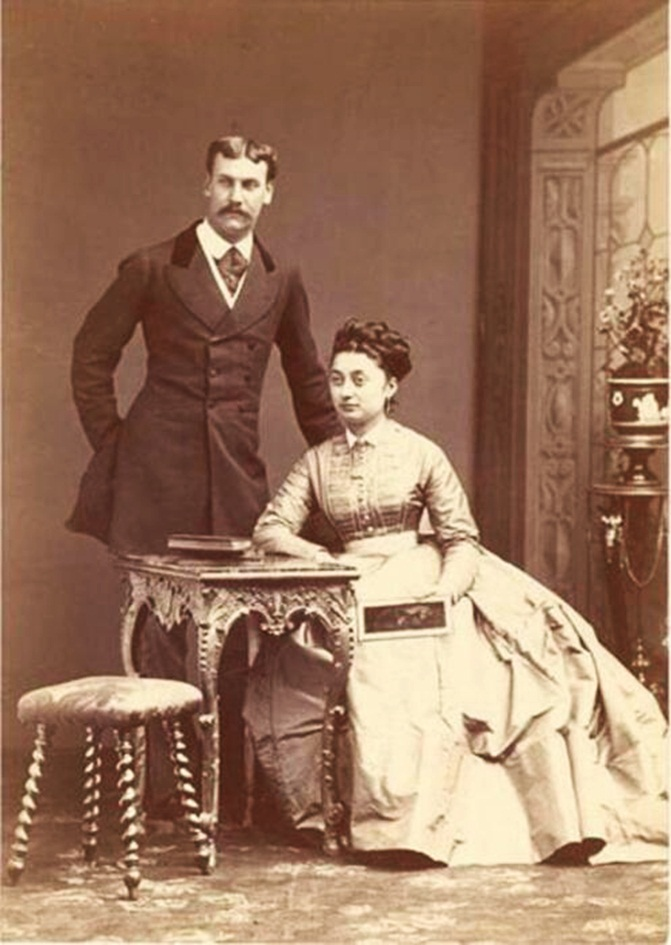
Salomé avec son époux, le prince Achille Murat.

Salomé accompagne sa mère lors d'une visite à Paris en 1868. Durant ce séjour, elle épouse le 13 mai 1868 le prince Achille Murat . Le prince Achille, frère cadet de Joachim, 4e prince Murat, est le fils de Lucien, 3e prince Murat et le petit-fils du maréchal d'Empire et roi de Naples Joachim Murat et de Caroline Bonaparte. Par cette dernière, le prince Achille Murat est le petit-neveu de Napoléon Ier, empereur des Français. La princesse Salomé et le prince Achille sont les parents de :
- Lucien Charles David Napoléon (1870-1933), qui épouse Marie de Rohan-Chabot le 27 février 1895[6]. Elle est la fille d'Alain-Charles-Louis de Rohan-Chabot, 11e duc de Rohan, et d'Herminie de La Brousse de Verteillac [7] ;
- Louis Napoléon Achille Charles (1872 - 1943 à Nice)[2] ;
- Antoinette Caroline Catherine (1879 - 1954 à Nice)[2].

Le couple s'installe à Alger après qu'Achille Murat y a été affecté à un commandement militaire, puis retourne à Paris en 1870, où il reste jusqu'à la chute de Napoléon III. Ils s'installent ensuite au domaine familial des Dadiani à Samegrelo, où ils cultivent du raisin et y créent une cave.
Elle revient avec ses enfants à Paris après le décès de son mari en 1895, y mourant en 1913.